# 2009 en astronautique

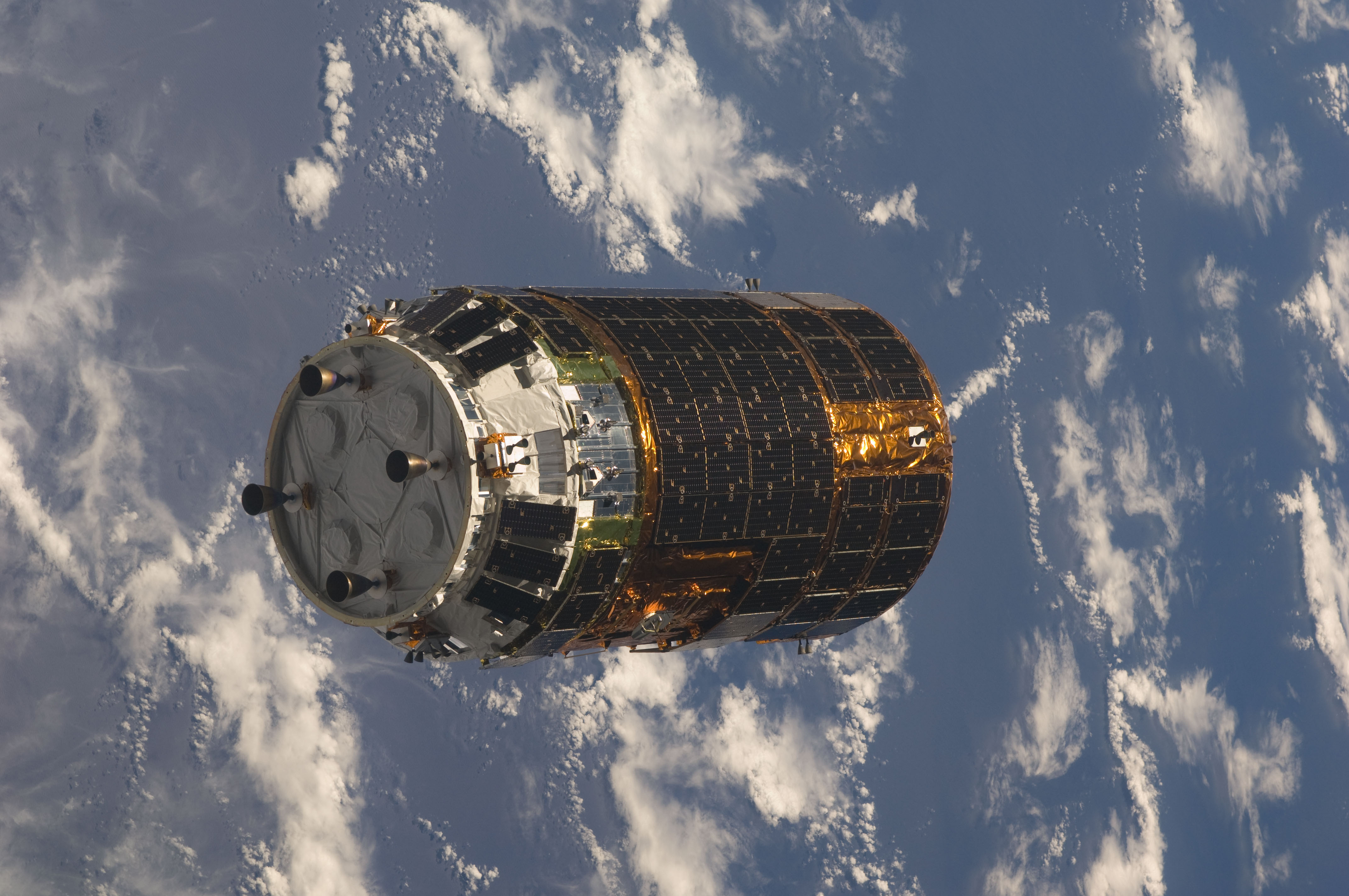
Le cargo spatial japonais HTV effectue son premier vol

Chronologie de l'astronautique
- 2005
- 2006
- 2007
- 2008
- 2009
- 2010
- 2011
- 2012
- 2013

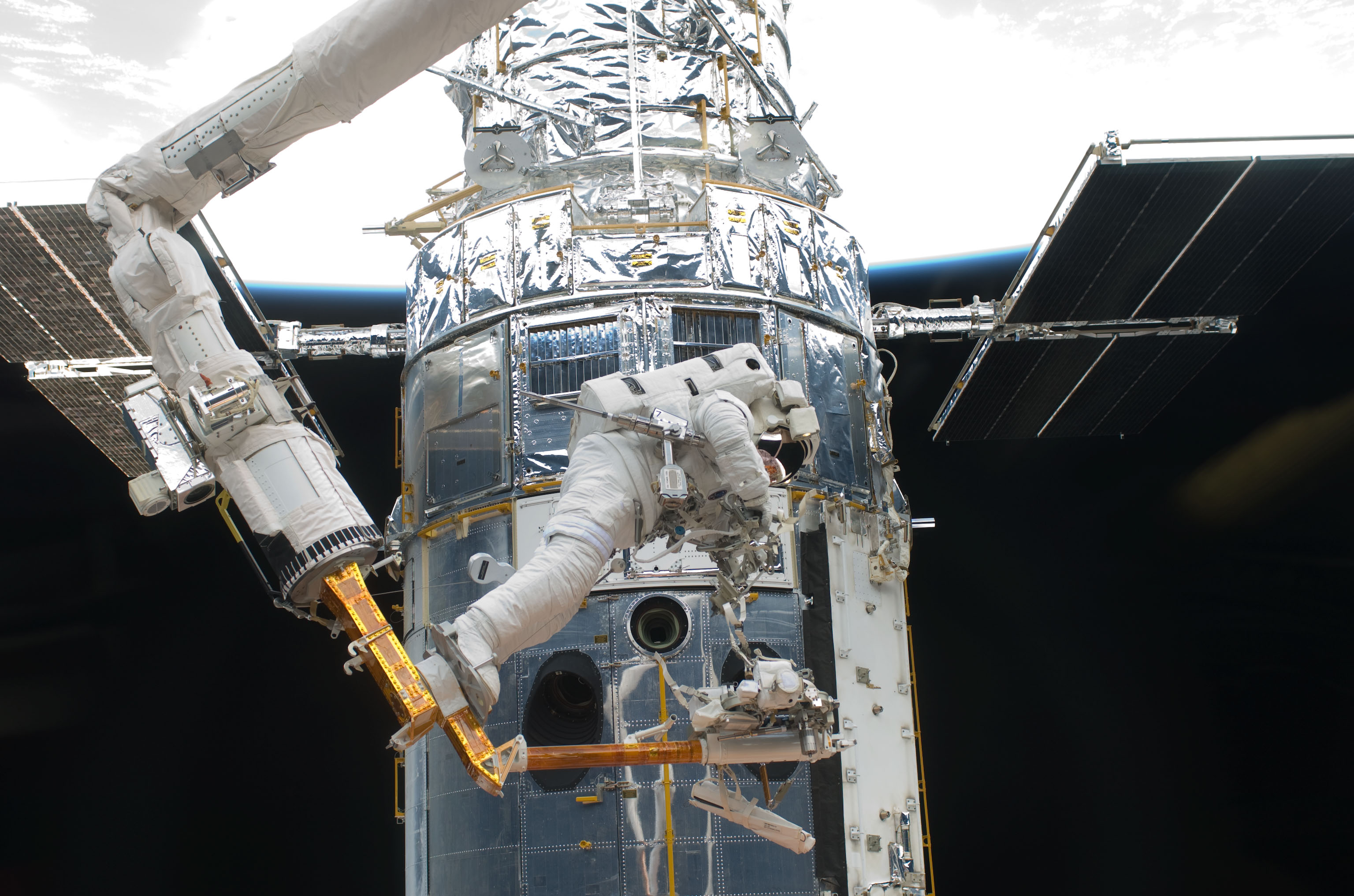
La mission STS-125 a effectué la dernière mission de maintenance du télescope spatial Hubble.

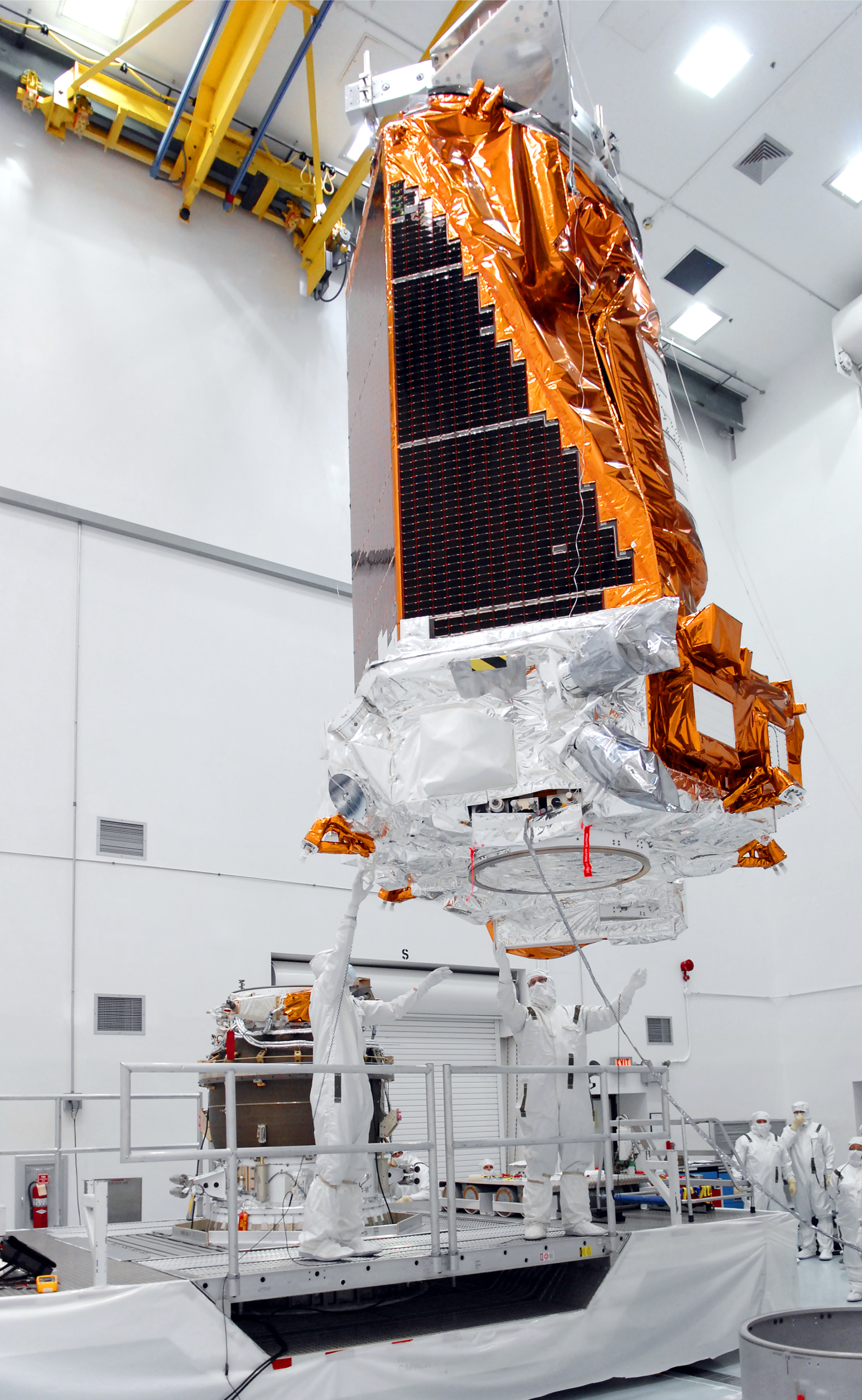
Le télescope spatial Kepler doit rechercher les exoplanètes

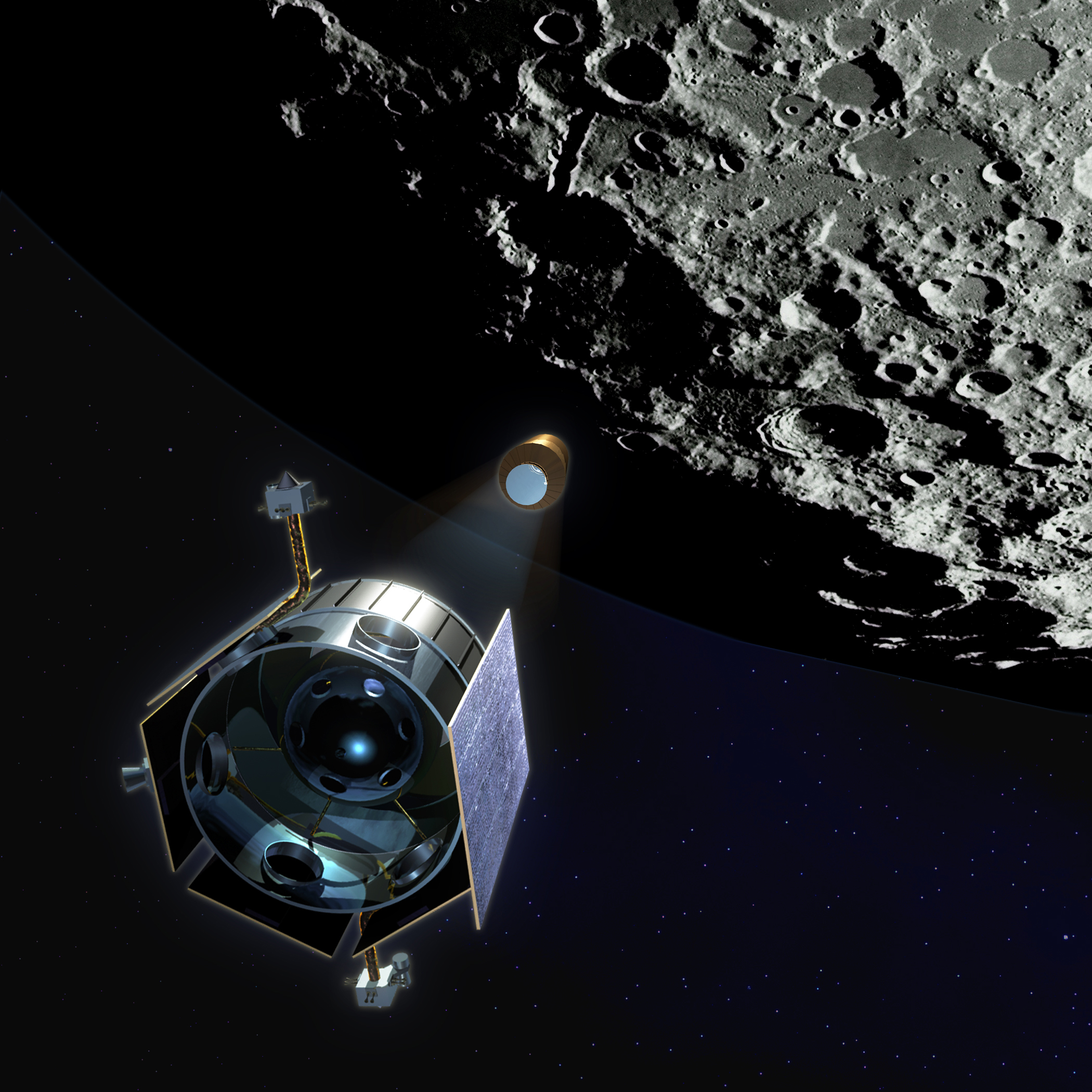
La sonde spatiale américaine LCROSS derrière le deuxième étage Centaur qui doit percuter le pole sud de la Lune

Cette page présente un récapitulatif des événements qui se sont produits pendant l'année 2009 dans le domaine de l'astronautique.

## Évènements marquants de l'année 2009

### Nouveaux engins spatiaux et nouvelles nations spatiales
Plusieurs pays ont effectué en 2009 leur premier pas dans le domaine spatial. L'Iran a effectué son premier lancement orbital réussi le 2 février : la fusée Safir a placé en orbite basse le satellite Omid. Le lanceur de la Corée du Sud, Naro-1 construit avec l'assistance russe a par contre échoué à cause d'une coiffe récalcitrante. La Corée du Nord  a annoncé avoir effectué un premier lancement mais le succès du vol a été contesté par les autres nations spatiales.
Le premier tir du lanceur Falcon 9 de la société américaine SpaceX a été repoussé à 2010. La fusée, développée dans le cadre du programme COTS de la NASA, doit prendre en partie le relais de la navette spatiale américaine pour le ravitaillement de la station spatiale internationale. Le lancement qui  est désormais prévu en février 2010 (actualisé fin 2009) doit emporter une maquette du cargo spatial SpaceX Dragon.
Deux premières européennes étaient prévues dans le domaine des lanceurs en 2009 : le premier tir de  Vega destinée aux petits satellites en orbite basse et le lancement de la fusée Soyouz depuis la base de Kourou. Les deux tirs ont été repoussés en 2010 à la suite de retard pris par les programmes.
Le Japon a lancé pour la première fois une fusée H-IIB, nouvelle version de son lanceur H-IIA, chargé de placer en orbite le nouveau cargo spatial japonais HTV-1. Ce dernier a rempli avec succès sa mission de ravitaillement automatique de la station spatiale internationale.
Deux lanceurs ont effectué leur dernier vol en 2009 : la fusée russe Tsyklon-3 et la version GS du lanceur Ariane 5.

### Station spatiale internationale
Neuf vols habités ont eu lieu en 2009, soit le plus grand nombre depuis 1997. STS-119, lancée le 15 mars, a permis d'installer les derniers panneaux solaires de la station spatiale internationale. Soyouz TMA-14 a amené l'équipage de l'expédition 19 en mars. En mai, la navette Atlantis, au cours de la mission STS-125 a effectué la dernière mission de maintenance du télescope spatial Hubble. Quelques jours plus tard, Soyouz TMA-15 a amené l'équipage de l'expédition 20, portant pour la première fois le nombre d'occupants permanents de la station spatiale à 6. En juillet STS-127 a placé en orbite le dernier composant du module japonais JEM. En août, la navette Discovery STS-128 a ravitaillé la station spatiale à l'aide du module Leonardo. La mission Soyouz TMA-16, le 100e lancement Soyouz habité, a amené en septembre  l'expédition 21. La navette Atlantis (mission STS-129) lancée en novembre a transporté les deux palettes ExPRESS Logistics Carrier destinées à accueillir des expériences dans un environnement non pressurisé. Enfin Soyouz TMA-17 en décembre a amené l'expédition 22.

### Programme Constellation
Le programme Constellation qui a pour mission de développer des moyens spatiaux pour la relève des équipages de la station spatiale internationale et lancer des missions habitées de longue durée vers la Lune, se poursuit : une version, en partie factice, du lanceur Ares I a été tirée avec succès le 28 octobre (vol Ares I-X). Le développement du programme Constellation, et du lanceur Ares I en particulier, sont toutefois remis en cause par les conclusions de la commission Augustine, mise en place par le président Obama en juin 2009. La commission a souligné en particulier l'insuffisance des moyens financiers prévus (il manque 3 milliards $ annuels et propose fin 2009 plusieurs scénarios alternatifs. Par ailleurs la même commission propose, pour rentabiliser l'investissement effectué, de prolonger la durée de vie de la station spatiale jusqu'à 2020 alors que celle-ci devait être abandonnée fin 2015. Les décisions qui devraient découler de cette étude sont repoussées à 2010.

### Exploration spatiale et missions scientifiques
Quatre télescopes spatiaux ont été mis en orbite : l'observatoire Kepler a été placé le 7 mars sur une orbite héliocentrique et se consacre à la recherche d'exoplanètes. Le 14 mai une fusée Ariane 5 ECA lance deux télescopes européens  Herschel et Planck, dotés d'instruments particulièrement puissants. Tous deux sont positionnés au point de Lagrange L2 : Herschel est un télescope qui travaille dans l'infrarouge  tandis que Planck observe dans le domaine des micro-ondes. Les deux télescopes devraient permettre des découvertes importantes dans le domaine de la cosmologie. Le quatrième télescope est le Wide-field Infrared Survey Explorer (WISE) qui remplace le télescope  Wide Field Infrared Explorer (WIRE) tombé en panne peu de temps après son lancement en 1999. WISE a été placé sur une orbite héliocentrique le 14 décembre et est destiné à l'astronomie dans l'infrarouge : WISE doit en particulier effectuer un inventaire systématique des astéroïdes du système solaire et des naines brunes situées à faible distance du Soleil.
Deux sondes spatiales lunaires américaines ont été lancées le 18 juin 2009 : Lunar Reconnaissance Orbiter (LRO) s'est placé en orbite autour de la Lune et a commencé sa mission d'observation du sol et de l'atmosphère lunaire. Lunar Crater Observation and Sensing Satellite (LCROSS)  est restée solidaire du deuxième étage Centaur de son lanceur et s'est placé sur une trajectoire lui permettant de percuter le pole sud de la Lune selon un angle relativement vertical. Quelques heures avant l'impact, la sonde s'est détachée de l'étage Centaur qui s'est écrasé dans le cratère Cabeus. Avant de percuter à son tour la Lune, la sonde a eu le temps d'analyser les débris soulevés par la chute de l'étage Centaur. Les données obtenues ont permis de confirmer la présence d'eau dans les zones ombragées des cratères du pôle lunaire.
Plusieurs autres sondes lunaires ont cessé leurs opérations en 2009 : la sonde chinoise Chang'e 1 s'est volontairement désorbitée après avoir achevé une mission de 16 mois. La sonde japonaise Kaguya a également été désorbitée après une mission couronnée de succès s'écrasant sur le sol lunaire le 12 juin près du cratère Gill ; le petit satellite relais Okina associé à Kaguya l'avait précédé en s'écrasant sur la face cachée de la Lune le 12 février. La sonde indienne Chandrayaan-1 est tombée prématurément en panne le 29 août à mi-vie.
Le lancement des sondes martiennes américaine Mars Science Laboratory (MSL) et  russe Phobos-Grunt prévu en 2009 a été reporté à 2011, prochaine fenêtre de tir vers Mars, pour permettre d'achever la mise au point des engins. MSL est un rover martien de très grande taille doté d'instruments scientifiques qui devraient permettre d'effectuer des percées dans notre compréhension la géologie martienne. Phobos-Grunt doit ramener sur Terre un échantillon de la lune de Mars, Phobos. Il transporte une sonde spatiale chinoise Yinghuo-1 qui doit étudier l'atmosphère de Mars. La sonde Phobos-Grunt est la première sonde spatiale russe depuis 1996 ; la dernière sonde russe ayant réussi une mission a été lancée en 1986.
Plusieurs sondes spatiales ont effectué des passages à proximité de corps célestes en 2009. La sonde Cassini, qui continue à orbiter autour de Saturne, a effectué le survol d'un certain nombre de lunes de la planète géante. En février Dawn est passé à 549 km de Mars afin de bénéficier de l'assistance gravitationnelle de la planète pour son voyage vers la ceinture d'astéroïdes. En septembre la sonde Messenger a réalisé son troisième et dernier survol de Mercure : l'assistance gravitationnelle reçue doit permettra à la sonde de se placer en orbite autour de la planète en 2011; peu avant le survol de Mercure  la sonde, victime d'une défaillance, s'est mise temporairement en mode sécurisé empêchant toute collecte d'informations. En novembre la sonde Rosetta a effectué son troisième et dernier survol de la Terre qui doit lui permettre de rejoindre son objectif, la comète Comète Tchourioumov-Guerassimenko, en 2014.

### Incidents et échecs

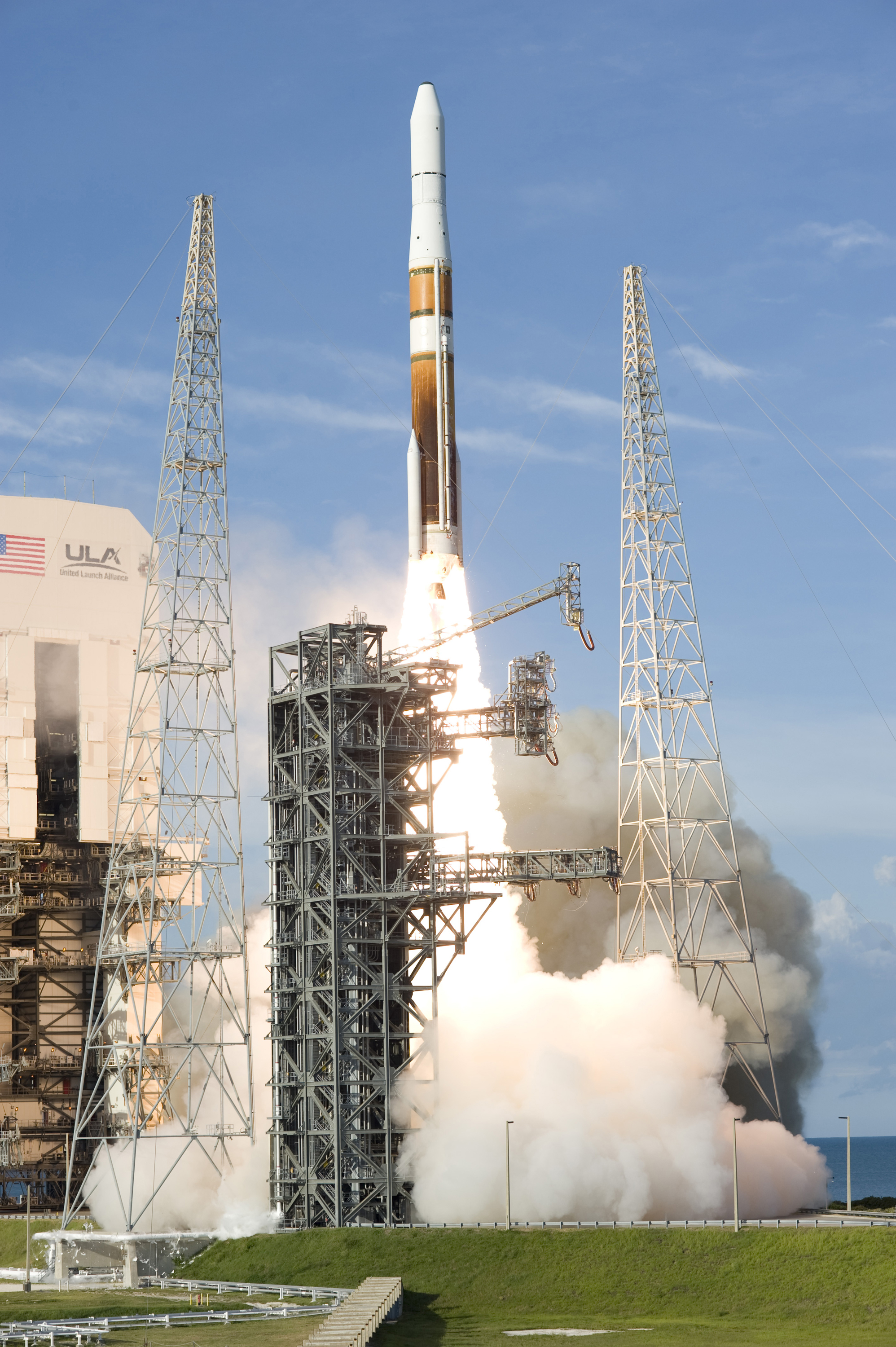
Lancement d'une fusée Delta IV-M+(4,2) porteuse du satellite GOES 14

Le 10 février à 16 h 56, le satellite Iridium 33 coupe l'orbite de l'ancien satellite désaffecté Kosmos-2251 ; la collision entre les deux engins, la première collision majeure entre deux satellites en orbite, provoque leur destruction complète.
Trois lancements se sont soldés par des pertes totales en 2009. Le 24 février, à la fin de la phase propulsée d'une fusée américaine Taurus-XL transportant le satellite d'observation OCO, la coiffe ne s'est pas séparée de la fusée ; trop lourd pour pouvoir se placer en orbite, l'ensemble est retombé au sol au large de l'Antarctique. Les lancements effectués par la Corée du Nord le 5 avril et la Corée du Sud le 25 août se sont tous deux soldés par des échecs.
Une fusée russe Soyouz 2.1a a connu un échec partiel au cours du lancement du satellite de télécommunications Meridian 2 le 21 mai à la suite de l'arrêt prématuré du deuxième étage de la fusée. Le satellite placé sur une orbite plus basse que prévu a pu rejoindre son orbite cible en utilisant ses propulseurs. Le 31 août, un lanceur chinois Longue Marche 3B a placé le satellite de télécommunications Palapa-D sur une orbite inférieure à celle prévue à la suite d'une défaillance du moteur de son troisième étage au moment du rallumage. Le satellite a pu rejoindre son orbite en consommant une quantité de son carburant correspondant à 5 ou 6 ans de vie opérationnelle.

## Lancements
Au total 78 lancements destinés à placer une ou plusieurs charges en orbite ont été effectués en 2009 dont 75 ont atteint leur objectif. Pour la quatrième année consécutive le nombre de lancements est supérieur à celui de l'année précédente (9 lancements de plus par rapport à 2008).
La Chine a effectué six lancements en 2009 : un problème dans un tir ayant eu lieu en août a entrainé un report de plusieurs lancements en 2010. L'Europe a tiré sept Ariane 5 dont six ECA et un GS. L'Inde a lancé deux fusées PSLV mais a dû repousser en 2010 le tir d'une nouvelle version de son lanceur GSLV doté d'un étage supérieur de fabrication nationale. Le Japon a effectué 3 tirs, deux avec le lanceur H-IIA et le premier tir de la version H-IIB. La Russie et les anciens États de l'Union soviétique ont tiré 29 fusées en ne comptant pas les lancements des sociétés Sea Launch et Land Lauch qui ont de leur côté effectué 4 tirs et le tir unique de la fusée Naro-1 développée en coopération avec la Corée du Sud.
Les États-Unis ont effectué 24 lancements dont 8 avec les lanceurs Atlas V et Delta IV du programme EELV (record depuis le lancement de ce programme). Huit fusées Delta II ont été tirées dont le dernier lancement d'un satellite GPS par cette fusée. Ce lanceur a effectué sa dernière mission pour l'Armée de l'Air américaine. En conséquence l'aire de lancement 17A à la base de Cape Canaveral, l'une des plus anciennes de l'ère spatiale, a été mise hors service. SpaceX a lancé une fusée Falcon 1 unique qui a placé pour la première fois un satellite en orbite.
Sea Launch a effectué un seul lancement en 2009 pour placer en orbite le satellite militaire italien Sicral 1B. En juin, la société a été déclarée en faillite et a  perdu une partie de ses commandes. Fin 2009 on estimait que la société arrêterait ses activités en 2010. Sa filiale Land Launch a effectué 3 tirs. L'Iran a placé son premier satellite en orbite avec son propre lanceur ; fin 2009 aucun lancement n'est planifié. Israël n'a effectué aucun lancement.

### Chronologie
Liste exhaustive des lancements de satellites. Une partie (début d'année) des lancements de fusées-sondes et de missile balistiques (surlignés en gris) sont également indiqués

#### Janvier
| Date       | Lanceur        | Base de lancement | Type                | Charge utile                                                   | Notes                                                             |
| 18 janvier | Delta IV-H     | Cap Canaveral     | Orbite géosynchrone | USA-202 (Mentor/Intruder)                                      | Écoute électronique                                               |
| 23 janvier | H-IIA 202      | Tanegashima       | Basse               | Ibuki, SDS-1, Sohla-1, Raijin, Kagayaki, Hitomi, Kukai, Kiseki | Ibuki, le satellite principal de cette mission, étudie le climat. |
| 26 janvier | S-310          | Andøya            | Vol suborbital      | Delta-2                                                        |                                                                   |
| 29 janvier | Black Brant IX | Poker Flat        | Suborbital          | ACES-I                                                         |                                                                   |
| 29 janvier | Black Brant VB | Poker Flat        | Suborbital          | ACES-II                                                        |                                                                   |
| 30 janvier | Tsyklon-3      | Plesetsk          | Orbite basse        | Coronas-Photon                                                 | Observatoire solaire                                              |

#### Février
| Date       | Lanceur                  | Base de lancement | Type           | Charge utile                                    | Notes                                                                               |
| 2 février  | Safir                    | Semnan            | Basse          | Omid                                            | Premier satellite iranien                                                           |
| 6 février  | Delta II 7320-10C        | Vandenberg        | Basse          | NOAA-19                                         | Satellite météorologique                                                            |
| 10 février | Soyouz-U                 | Baïkonour         | Basse          | Progress M-66                                   | Ravitaillement de la station spatiale internationale                                |
| 11 février | Proton-M/Briz-M Enhanced | Baïkonour         | Géosynchrone   | Ekspress-AM44, Ekspress-MD1                     | Télécommunications                                                                  |
| 12 février | Ariane 5ECA              | Kourou            | Géosynchrone   | Hot Bird 10, NSS-9 (en), Spirale-A et Spirale-B | Satellites de télécommunications de Eutelsat (Hot Bird 10) et SES New Skies (NSS-9) |
| 18 février | Terrier Orion (en)       | Poker Flat        | Suborbital     |                                                 |                                                                                     |
| 18 février | Terrier Orion            | Poker Flat        | Suborbital     |                                                 |                                                                                     |
| 18 février | Terrier Orion            | Poker Flat        | Suborbital     |                                                 |                                                                                     |
| 18 février | Terrier Orion            | Poker Flat        | Suborbital     |                                                 |                                                                                     |
| 24 février | Taurus-XL 3110           | Vandenberg        | Héliosynchrone | OCO                                             | Observation de la Terre (CO²), Échec au lancement                                   |
| 25 février | Black Brant IX           | White Sands       | Suborbital     | CIBER                                           |                                                                                     |
| 26 février | Black Brant XII          | Poker Flat        | Suborbital     | Cascades-2                                      |                                                                                     |
| 26 février | Zenit-3SLB               | Baïkonour         | Géosynchrone   | Telstar 11N                                     | Télécommunications                                                                  |
| 28 février | Proton-K/DM-2            | Baïkonour         | Géosynchrone   | Globus                                          | Télécommunications                                                                  |

#### Mars
| Date    | Lanceur           | Base de lancement           | Type                 | Charge utile          | Notes                                                                     |
| 6 mars  | Dhanush           | Océan Indien                | Suborbital           |                       | Cible, test du missile d'interception Prithvi                             |
| 7 mars  | Delta II 7925     | Cap Canaveral               | Héliocentrique       | Kepler                | Télescope spatial                                                         |
| 15 mars | Navette spatiale  | Kennedy Space Center        | Basse                | STS-119, ITS S6 Truss | Transport poutre S6 de la station spatiale internationale                 |
| 17 mars | Rokot/Briz-KM     | Plessetsk                   | Basse                | GOCE                  | Satellite de mesure du champ gravitationnel terrestre                     |
| 18 mars |                   | USS Tripoli , Barking Sands | Suborbital           |                       | Cible, test de missile anti-missile, détruit par THAAD                    |
| 18 mars | THAAD             | Barking Sands               | Suborbital           |                       | Test de missile anti-missile                                              |
| 18 mars | THAAD             | Barking Sands               | Suborbital           |                       | Missile de secours, détruit à distance après le succès du premier missile |
| 20 mars | Black Brant XII   | Poker Flat                  | Suborbital           | Cascades-2            |                                                                           |
| 24 mars | Delta II 7925-9.5 | Cap Canaveral               | Orbite intermédiaire | GPS IIR-20/M7         | Satellite du système de positionnement GPS                                |
| 25 mars | Hera              | Fort Wingate                | Suborbital           |                       | Cible pour test du MIM-104 Patriot ; échec du lancement de l'intercepteur |
| 26 mars | Soyouz-FG         | Baïkonour                   | Basse                | Soyouz TMA-14         | Relève de l'équipage de la station spatiale internationale                |

#### Avril
| Date     | Lanceur                  | Base de lancement | Type         | Charge utile     | Notes                                                                            |
| 3 avril  | Proton-M/Briz-M Enhanced | Baïkonour         | Géosynchrone | Eutelsat W2A     | Télécommunications                                                               |
| 4 avril  | Atlas V 421              | Cap Canaveral     | Géosynchrone | WGS 2            | Télécommunications militaires                                                    |
| 5 avril  | Unha                     | Musudan-ri        | Basse        | Kwangmyŏngsŏng-2 | Première tentative de lancement orbital de la Corée du Nord (Échec du lancement) |
| 14 avril | Longue Marche 3C         | Xichang           | Géosynchrone | Beidou 2 G2      | Positionnement                                                                   |
| 20 avril | PSLV-CA                  | Satish Dhawan     | Basse        | RISAT-2, Anusat  | Observation radar                                                                |
| 20 avril | Zenit-3SL                | Ocean Odyssey     | Géosynchrone | Sicral 1B        | Satellite de télécommunications militaire                                        |
| 22 avril | Longue Marche 2C         | Xichang           | Géosynchrone | Yaogan 6         | Satellite d'observation                                                          |
| 29 avril | Soyouz U                 | Plessetsk         | Basse        | 2450 Kobal't-M.  | Satellite d'observation optique                                                  |

#### Mai
| Date   | Lanceur                  | Base de lancement | Type                              | Charge utile                                       | Notes |
| 5 mai  | Delta II 7920            | Vandenberg        | Basse                             | STSS-ARR                                           | Satellite militaire anti-missiles                                                                                         |
| 7 mai  | Soyouz-U                 | Baïkonour         | Basse                             | Progress M-02M                                     | Ravitaillement de la station spatiale internationale                                                                      |
| 11 mai | Navette spatiale         | Kennedy           | Basse                             | STS-125                                            | Dernier vol de maintenance du télescope Hubble.                                                                           |
| 14 mai | Ariane 5 ECA             | Kourou ELA-3      | Point de Lagrange Terre/Soleil L2 | Herschel, Planck                                   | Télescopes spatiaux |
| 16 mai | Proton-M/Briz-M Enhanced | Baïkonour         | Géosynchrone                      | ProtoStar-II                                       | Télécommunications |
| 19 mai | Minotaur I               | Vandenberg        | Basse                             | TacSat 3, PharmaSat, CP 6, HawkSat I et AeroCube 3 | Reconnaissance |
| 21 mai | Soyouz 2.1a/Fregat       | Plessetsk         | Molniya                           | Meridian 2                                         | Télécommunications ; placé sur une orbite plus basse que prévu à la suite d'un problème avec l'étage supérieur du Soyouz. |
| 27 mai | Soyouz-FG                | Baïkonour         | Basse                             | Soyouz TMA-15                                      | Relève de l'équipage de la station spatiale internationale                                                                |

#### Juin
| Date    | Lanceur                  | Base de lancement | Type            | Charge utile | Notes |
| 18 juin | Atlas V 401              | Cap Canaveral     | Orbite lunaire  | LRO, LCROSS  | Sondes lunaires : impacteur (LCROSS) et orbiteur (LRO). Un des objectifs est de détecter la présence d'eau aux pôles. |
| 21 juin | Zenit-3SLB               | Baïkonour         | Géosynchrone    | Measat-3A    | Télécommunications |
| 27 juin | Delta IV-M+ (4,2)        | Cap Canaveral     | Géostationnaire | GOES-O       | Météorologie |
| 30 juin | Proton-M/Briz-M Enhanced | Baïkonour         | Géosynchrone    | Sirius 5     | Télécommunications |

#### Juillet
| Date       | Lanceur          | Base de lancement | Type         | Charge utile                                                         | Notes                                                                                       |
| 2 juillet  | Ariane 5         | Kourou            | Géosynchrone | TerreStar-1                                                          | Plus gros satellite de télécommunications jamais construit à cette date                     |
| 6 juillet  | Rokot/Briz-KM    | Plessetsk         | Orbite basse | Kosmos 2451 Kosmos 2452 Kosmos 2453                                  | Télécommunications                                                                          |
| 14 juillet | Falcon 1         | Omelek            | Basse        | RazakSAT-1, InnoSAT, CubeSAT                                         | Cinquième vol du lanceur privé Falcon-1 mais premier vol réussi avec une charge commerciale |
| 15 juillet | Navette spatiale | Kennedy           | Basse        | STS-127, JEM-EF                                                      | Vol à destination de la station spatiale internationale                                     |
| 21 juillet | Kosmos-3M        | Plessetsk         | Basse        | Kosmos 2454 Sterkh-1                                                 | Télécommunications, positionnement, Sauvetage en mer                                        |
| 24 juillet | Soyouz           | Baïkonour         | Basse        | Progress M-67                                                        | Ravitaillement de la station spatiale internationale                                        |
| 29 juillet | Dnepr-1          | Baïkonour         | Basse        | DubaiSat-1, Deimos-1, UK-DMC 2, Nanosat-1B, AprizeSat-3, AprizeSat-4 | Observation optique, Télécommunications                                                     |

#### Août
| Date    | Lanceur           | Base de lancement | Type         | Charge utile      | Notes |
| 11 août | Proton-M/Briz-M   | Baïkonour         | Géosynchrone | AsiaSat 5 (en)    | Télécommunications |
| 17 août | Delta II 7925-9.5 | Cap Canaveral     | Moyenne      | GPS IIR-21/M8     | Positionnement |
| 17 août | Black Brant IX    | Wallops Island    | Suborbital   | IRVE-II           | Test par la NASA d'un bouclier thermique gonflable pour l'atterrissage sur des planètes comportant une atmosphère à faible densité |
| 21 août | Ariane 5          | Kourou            | Géosynchrone | JCSAT-12 Optus D3 | Télécommunications |
| 25 août | KSLV-1            | Naro              | Orbite basse | STSAT-2           | Premier lancement sud-coréen et premier vol du lanceur. Échec de la satellisation à la suite d'un largage tardif de la coiffe      |
| 29 août | Discovery         | Kennedy           | Basse        | STS-128, Leonardo | Vol à destination de la station spatiale internationale                                                                            |
| 31 août | Longue Marche 3B  | Taiyuan           | Géosynchrone | Palapa-D1         | Télécommunications |

#### Septembre
| Date         | Lanceur                  | Base de lancement                          | Type            | Charge utile                                                       | Notes                                                      |
| 8 septembre  | Atlas V 401              | Cap Canaveral                              | Géostationnaire | PAN                                                                | Satellite militaire américain classifié.                   |
| 10 septembre | H-IIB                    | Yoshinobu Launch Complex (en), Tanegashima | Basse           | HTV-1                                                              | Ravitaillement de la station spatiale internationale       |
| 17 septembre | Soyouz-2.1b / Fregat     | Baïkonour                                  | Héliosynchrone  | Meteor M-1, Universitetsky-2, Sterkh-2, IRIS, UGATUSAT, Sumbandila | Océanographie (Meteor satellite principal)                 |
| 17 septembre | Proton-M / DM-2 Enhanced | Baïkonour                                  | Géosynchrone    | Nimiq-5                                                            | Télécommunications                                         |
| 23 septembre | PSLV                     | Satish Dhawan                              | Héliosynchrone  | OceanSat-2, BeeSat, UWE-2, ITU-pSat1, SwissCube-1                  | Océanographie                                              |
| 25 septembre | Delta II 7920            | Cap Canaveral                              | Basse           | STSS-Demo 1, STSS-Demo 2                                           | Satellites militaires anti-missile                         |
| 25 septembre | Atlas V 401              | Vandenberg                                 | Basse           | DMSP-5D3 F18                                                       | Satellite météo militaire                                  |
| 30 septembre | Soyouz-FG                | Baïkonour                                  | Basse           | Soyouz TMA-16                                                      | Relève de l'équipage de la station spatiale internationale |

#### Octobre
| Date        | Lanceur       | Base de lancement | Type           | Charge utile            | Notes                                                                    |
| 1er octobre | Ariane 5 ECA  | Kourou            | Géosynchrone   | Amazonas 2 - COMSATBw-1 | Télécommunications                                                       |
| 8 octobre   | Delta II 7920 | Vandenberg        | Basse          | WorldView-2             | Satellite d'observation commercial                                       |
| 15 octobre  | Soyouz        | Baïkonour         | Basse          | Progress M-03M          | Ravitaillement de la Station spatiale internationale                     |
| 18 octobre  | Atlas V 401   | Vandenberg        | Orbite basse   | USA-210                 | Satellite météorologique militaire                                       |
| 28 octobre  | Ares I-X      | Kennedy           | Vol suborbital | -                       | Premier lancement de la fusée Ares I avec une partie des étages factices |
| 29 octobre  | Ariane 5 ECA  | Kourou            | Géosynchrone   | Thor-6, NSS-12          | Télécommunications                                                       |

#### Novembre
| Date        | Lanceur                    | Base de lancement | Type           | Charge utile                  | Notes                                                                 |
| 2 novembre  | Rokot / Briz-KM            | Plessetsk         | Héliosynchrone | SMOS, PROBA-2                 | Observation de la Terre (SMOS)                                        |
| 10 novembre | Soyouz-FG                  | Baïkonour         | Basse          | Progress M-MIM2, MRM-2        | Nouveau module de la station spatiale internationale                  |
| 12 novembre | Longue Marche 2C           | Jiuquan           | Basse          | Shi Jian 11-01                | Satellite technologique                                               |
| 16 novembre | Atlantis                   | Kennedy           | Basse          | STS-129, ExPRESS-1, ExPRESS-2 | Vol à destination de la station spatiale internationale               |
| 20 novembre | Soyouz U                   | Plessetsk         | Basse          | Kosmos 2455                   | Satellite d'écoute électronique                                       |
| 23 novembre | Atlas V 431                | Cap Canaveral     | Géosynchrone   | Intelsat 14                   | Satellite de télécommunications de l'opérateur international Intelsat |
| 24 novembre | Proton-M / Briz-M Enhanced | Baïkonour         | Géosynchrone   | Eutelsat W7                   | Satellite de télécommunications de l'opérateur européen Eutelsat      |
| 28 novembre | H-IIA                      | Tanegashima       | Basse          | IGS-5A                        | Satellite de reconnaissance optique                                   |
| 30 novembre | Zenit-3SLB                 | Baïkonour         | Géosynchrone   | Intelsat 15                   | Satellite de télécommunications de l'opérateur international Intelsat |

#### Décembre
| Date        | Lanceur                  | Base de lancement | Type           | Charge utile                        | Notes                                                      |
| 6 décembre  | Delta IV-M+ (5,4)        | Cap Canaveral     | Géosynchrone   | WGS-3                               | Satellite de télécommunications militaires                 |
| 9 décembre  | Longue Marche 2D         | Jiuquan           | Héliosynchrone | Yaogan 7                            | Satellite d'observation                                    |
| 14 décembre | Delta II 7320            | Vandenberg        | Héliosynchrone | WISE                                | Télescope spatial                                          |
| 14 décembre | Proton-M/DM-2 Enhanced   | Baïkonour         | Intermédiaire  | Kosmos 2456, 2457, 2458 (GLONASS-M) | Satellite de navigation                                    |
| 15 décembre | Longue Marche 4C         | Taiyuan           | Basse          | Yaogan-8, Xi Wang 1                 | Satellite d'observation et satellite de radio amateur      |
| 18 décembre | Ariane 5GS               | Kourou            | Basse          | Helios 2B                           | Satellite de reconnaissance optique français (DGA)         |
| 20 décembre | Soyouz-FG                | Baïkonour         | Basse          | Soyouz TMA-17                       | Relève de l'équipage de la station spatiale internationale |
| 29 décembre | Proton-M/Briz-M Enhanced | Baïkonour         | Intermédiaire  | DirecTV-12                          | Satellite de télécommunications de l'opérateur DirecTV     |

### Vol orbitaux

#### Général
mise à jour fin 2009 : 
- Premier lancement : 18 janvier ;
- dernier lancement : 29 décembre
- total : 78 ;
- succès : 73 ;
- échec : 3 ;
- échec partiel : 2 ;
- catalogués : 75.

#### Par pays
| Pays          | Lancements | Succès | Échecs | Échecs partiels | Remarques                        |
| ------------- | ---------- | ------ | ------ | --------------- | -------------------------------- |
| Chine         | 6          | 5      | 0      | 1               |                                  |
| Corée du Nord | 1          | 0      | 1      | 0               |                                  |
| Corée du Sud  | 1          | 0      | 1      | 0               |                                  |
| États-Unis    | 24         | 23     | 1      | 0               |                                  |
| Europe        | 7          | 7      | 0      | 0               |                                  |
| Inde          | 2          | 2      | 0      | 0               |                                  |
| International | 4          | 4      | 0      | 0               | Sea et Land Launch               |
| Iran          | 1          | 1      | 0      | 0               | Premier lancement orbital réussi |
| Japon         | 3          | 3      | 0      | 0               |                                  |
| Russie/CEI    | 24         | 23     | 1      | 0               |                                  |

#### Par lanceur

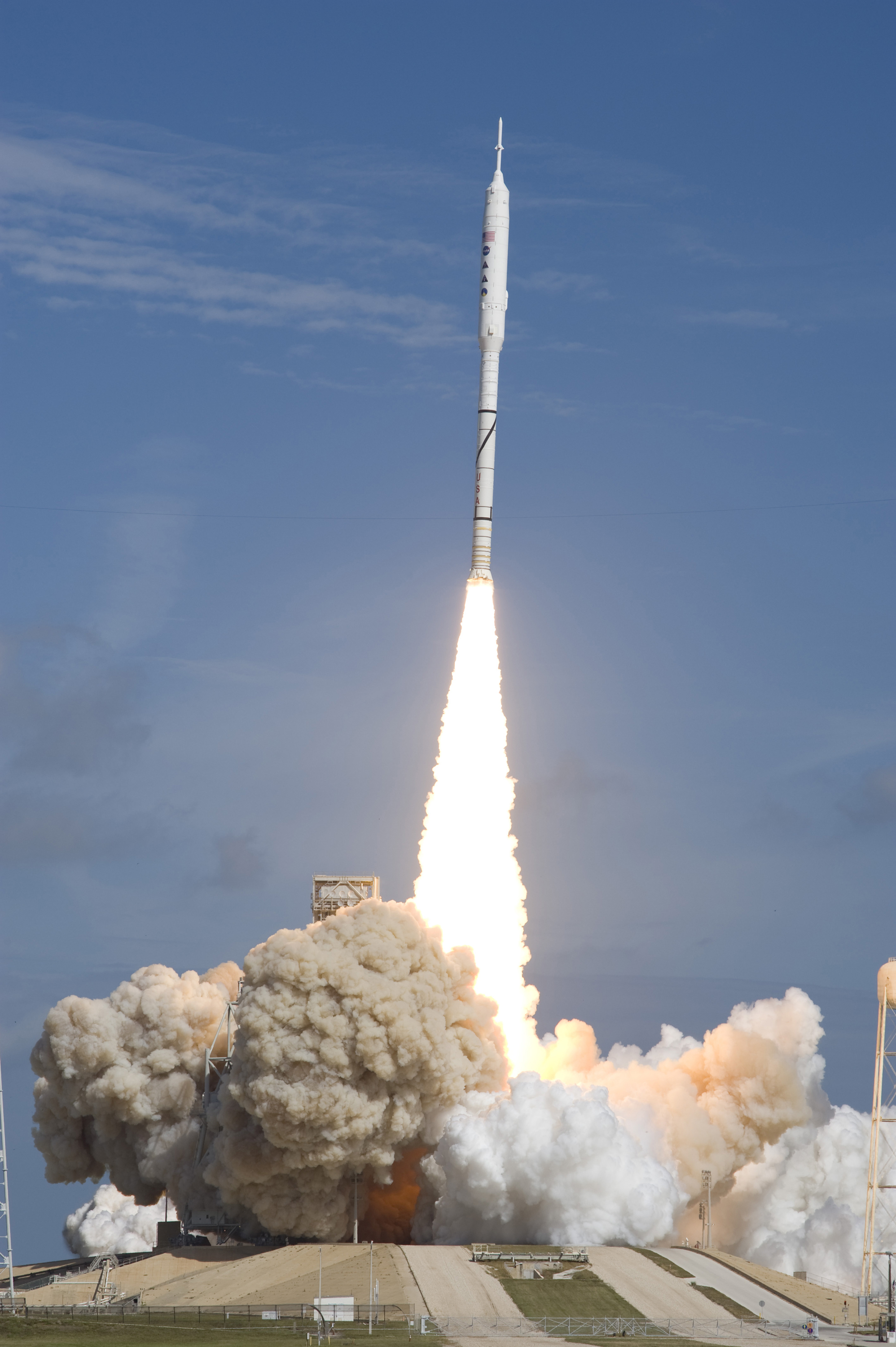
La mission Ares I-X : premier vol suborbital pour la fusée Ares I

mis à jour fin 2009 : 
| Lanceur          | Pays                  | Lancements | Succès | Échecs | Échecs partiels | Remarques                       |
| ---------------- | --------------------- | ---------- | ------ | ------ | --------------- | ------------------------------- |
| Ariane 5ECA      | Union européenne      | 6          | 6      | 0      | 0               |                                 |
| Ariane 5GS       | Union européenne      | 1          | 1      | 0      | 0               | Dernier vol de ce modèle        |
| Atlas V          | États-Unis            | 5          | 5      | 0      | 0               |                                 |
| Delta II         | États-Unis            | 8          | 8      | 0      | 0               |                                 |
| Delta IV         | États-Unis            | 3          | 3      | 0      | 0               |                                 |
| Dnepr-1          | Ukraine               | 1          | 1      | 0      | 0               |                                 |
| Falcon 1         | États-Unis            | 1          | 1      | 0      | 0               |                                 |
| H-IIA            | Japon                 | 2          | 2      | 0      | 0               |                                 |
| H-IIB            | Japon                 | 1          | 1      | 0      | 0               | Premier vol                     |
| Kosmos-3M        | Russie                | 1          | 1      | 0      | 0               |                                 |
| Longue Marche 2C | Chine                 | 2          | 2      | 0      | 0               |                                 |
| Longue Marche 2D | Chine                 | 1          | 1      | 0      | 0               |                                 |
| Longue Marche 3B | Chine                 | 1          | 0      | 0      | 1               |                                 |
| Longue Marche 3C | Chine                 | 1          | 1      | 0      | 0               |                                 |
| Longue Marche 4C | Chine                 | 1          | 1      | 0      | 0               |                                 |
| Minautor I       | États-Unis            | 1          | 1      | 0      | 0               |                                 |
| Naro-1           | Corée du Sud / Russie | 1          | 0      | 1      | 0               | Premier vol                     |
| Navette spatiale | États-Unis            | 5          | 5      | 0      | 0               |                                 |
| Proton-K         | Russie                | 1          | 1      | 0      | 0               |                                 |
| Proton-M         | Russie                | 9          | 9      | 0      | 0               |                                 |
| PSLV             | Inde                  | 2          | 2      | 0      | 0               |                                 |
| Rokot            | Russie                | 3          | 3      | 0      | 0               |                                 |
| Safir            | Iran                  | 1          | 1      | 0      | 0               | Premier lancement réussi        |
| Soyouz-2.1a      | Russie                | 1          | 0      | 0      | 1               |                                 |
| Soyouz-2.1b      | Russie                | 1          | 1      | 0      | 0               |                                 |
| Soyouz-FG        | Russie                | 4          | 4      | 0      | 0               |                                 |
| Soyouz-U         | Russie                | 7          | 7      | 0      | 0               |                                 |
| Taurus           | États-Unis            | 1          | 0      | 1      | 0               |                                 |
| Tsiklon-3        | Ukraine               | 1          | 1      | 0      | 0               | Dernier vol ; retrait du modèle |
| Unha             | Corée du Nord         | 1          | 0      | 1      | 0               | Succès du vol controversé       |
| Zenit-3SL        | Ukraine               | 1          | 1      | 0      | 0               |                                 |
| Zenit-3SLB       | Ukraine               | 3          | 3      | 0      | 0               |                                 |

#### Par type d'orbite
Mis à jour fin 2009 : 
| Orbite                 | Lancements | Succès | Échecs | Atteints par accident | Remarques                                                                  |
| ---------------------- | ---------- | ------ | ------ | --------------------- | -------------------------------------------------------------------------- |
| Basse                  | 43         | 40     | 3      | 0                     | Comprend le vol controversé de la Corée du Nord                            |
| Moyenne                | 3          | 3      | 0      | 2                     |                                                                            |
| Géosynchrone/transfert | 24         | 23     | 01     | 0                     |                                                                            |
| Orbite terrestre haute | 3          | 2      | 1      | 0                     | Comprend les lancements vers l'orbite ellipitique haute et l'orbite Molnia |
| Héliocentrique         | 1          | 1      | 0      | 0                     |                                                                            |

## Survols et contacts planétaires
- 5 janvier : Cassini, 50e survol de Titan (960 km)
- 12 février : Okina (mission SELENE), impact lunaire sur la face cachée de la Lune
- 17 février : Dawn, survol de Mars pour assistance gravitationnelle (549 km)
- 1er mars : Chang'e 1, impact lunaire
- 27 mars : Cassini, 51e survol de Titan (960 km)
- 4 avril : Cassini, 52e survol de Titan (4 150 km)
- 20 avril : Cassini, 53e survol de Titan (3 600 km)
- Avril/mai : LRO, insertion en orbite lunaire
- 5 mai : Cassini, 54e survol de Titan (3 244 km)
- 21 mai : Cassini, 55e survol de Titan (965 km)
- 6 juin : Cassini, 56e survol de Titan (965 km)
- 22 juin : Cassini, 57e survol de Titan (955 km)
- 8 juillet : Cassini, 58e survol de Titan (955 km)
- 24 juillet : Cassini, 59e survol de Titan (955 km)
- 9 août: Cassini, 60e survol de Titan (970 km)
- 25 août : Cassini, 61e survol de Titan (970 km)
- 30 septembre : MESSENGER, 3e survol de Mercure pour assistance gravitationnelle
- 9 octobre :
  - AV-020 Centaur, impact lunaire dans un cratère au pôle Nord ou au pôle Sud, observé par LCROSS
  - LCROSS, impact lunaire ; sonde détachée de Centaur 7 heures avant impact, s'écrasant sur la Lune 10 minutes après ce dernier
- 12 octobre : Cassini, 62e survol de Titan (1 300 km)
- 2 novembre : Cassini, survol d'Encelade (103 km)
- 13 novembre : Rosetta, 3e et dernier survol de la Terre pour assistance gravitationnelle
- 21 novembre : Cassini, survol d'Encelade (1 607 km)
- 12 décembre : Cassini, 63e survol de Titan (4 850 km)
- 28 décembre : Cassini, 64e survol de Titan (955 km)

Note : Cassini doit également effectuer des survols distants et non planifiés de Dioné, Mimas, Rhéa, Téthys et Titan pendant l'année.

## Sorties extra-véhiculaires
- 10 mars : Iouri Lontchakov, Michael Fincke - ISS-18 (4 h 49 min)
- 19 mars : Steven Swanson, Richard R. Arnold - STS-119 (6 h 7 min)
- 21 mars : Steven Swanson, Joseph M. Acaba - STS-119 (6 h 30 min)
- 23 mars : Joseph M. Acaba, Richard R. Arnold - STS-119 (6 h 27 min)
- 14 mai : John M. Grunsfeld, Andrew J. Feustel - STS-125 (7 h 20 min)
- 15 mai : Michael J. Massimino, Michael T. Good - STS-125 (7 h 56 min)
- 16 mai : John M. Grunsfeld, Andrew J. Feustel - STS-125 (6 h 36 min)
- 17 mai : Michael J. Massimino, Michael T. Good - STS-125 (8 h 02 min)
- 18 mai : John M. Grunsfeld, Andrew J. Feustel - STS-125 (7 h 02 min)
- 5 juin : Guennadi Padalka, Michael R. Barratt - ISS-20 (4 h 54 min)
- 10 juin : Guennadi Padalka, Michael R. Barratt - ISS-20 (12 min)
- 18 juillet : David Wolf, Timothy Kopra - STS-127 (5 h 32 min)
- 20 juillet : David Wolf, Thomas H. Marshburn - STS-127 (6 h 53 min)
- 22 juillet : David Wolf, Christopher J. Cassidy - STS-127 (5 h 59 min)
- 24 juillet : Christopher J. Cassidy,  Thomas H. Marshburn - STS-127 (7 h 12 min)
- 27 juillet : Christopher J. Cassidy, Thomas H. Marshburn - STS-127 (4 h 54 min)
- 1er septembre : John D. Olivas, Nicole P. Stott - STS-128 ISS-20 (6 h 35 min)
- 3 septembre : John D. Olivas, Christer Fuglesang - STS-128 (6 h 39 min)
- 5 septembre : John D. Olivas, Christer Fuglesang - STS-128 (7 h 1 min)
- 19 novembre : Michael Foreman, Robert Satcher - STS-129 (6 h 37 min)
- 21 novembre : Michael Foreman,  Randolph Bresnik- STS-129 (6 h 8 min)
- 23 novembre : Robert Satcher, Randolph Bresnik - STS-129 (5 h 42 min)

## Évènements
Janvier 2009
- Vendredi 23 janvier 2009 : Lancement de la fusée japonaise H-2A depuis la base de Tanegashima (sud) avec à son bord le premier satellite de collecte d'informations sur les gaz à effet de serre dans l'environnement terrestre. Le lanceur a été construit et sera exploité par le groupe industriel Mitsubishi Heavy Industries et doit placer en orbite le satellite « Ibuki », spécialement équipé pour observer la présence des gaz à effet de serre et leur impact sur notre planète.

Février 2009
- Lundi 2 février 2009 : L'Iran a placé en orbite son premier satellite en orbite basse, baptisé « Omid » (Espoir), et  de fabrication 100 % iranienne. Selon l'agence FARS : « C'est le premier satellite à être lancé dans l'histoire de notre nation et il était porté par la fusée Safir-2 ». Cette mise en orbite   augmente les inquiétudes de la communauté internationale sur les capacités balistiques de la République islamique, car la technologie employée est « très similaire » à celle des missiles  balistiques.
- Jeudi 12 février 2009 : 
  - Un satellite commercial américain de télécommunications, l'« Iridium 33 », de la société Iridium Satellite LLC a percuté  un satellite russe de télécommunication hors d'usage, le « Kosmos-2251 », au-dessus de la Sibérie. L'incident s'est produit sur une orbite terrestre basse, à environ 780 kilomètres d'altitude, altitude à laquelle opèrent en général les satellites de télécommunications ou d'observation météorologique. Le Pentagone et la NASA cherchent à établir dans quelles mesures la station spatiale internationale pourrait être menacée. Plus de dix-huit mille objets flottent dans l'espace.
  - Le 43e tir d'une fusée Ariane 5 a placé sur orbite deux nouveaux satellites de télécommunications, « Hot Bird 10 » pour l'opérateur européen Eutelsat et « NSS-9 » pour l'opérateur international SES New Skies. La fusée a aussi mis en orbite deux micro-satellites expérimentaux (Spirale A et B) pour le compte de la Direction générale de l'Armement (DGA), chargés de  collecter des « images infrarouge pour un futur programme d'alerte ».
- Vendredi 13 février 2009 : L'usine Rechetnikov spécialisée dans la fabrication des satellites annonce que la Russie prévoit de lancer en 2009 seize satellites de télécommunication, de navigation et de géodésie, contre onze en 2008 et 7 en 2007 pour suivre les besoins des entreprises spatiales du pays, malgré les conditions financières dans le monde et en Russie.
- Mardi 24 février 2009 : La NASA échoue dans le lancement du  satellite chargé d'étudier les émissions de dioxyde de carbone (CO2), le principal gaz à effet de serre lié au réchauffement climatique. Le module qui le transportait n'a pas réussi à se séparer de la fusée peu après le lancement.

Mars 2009
- Vendredi 6 mars 2009 : La sonde américaine Kepler est mise  en orbite avec succès après  son lancement de la base militaire de Cap Canaveral en Floride par une fusée Delta II de trois étages. Kepler a été placé en orbite héliocentrique qui la fait suivre la Terre autour du soleil sans nécessité de  correction supplémentaire de trajectoire. Ce télescope de 1,03 tonne est doté d'un miroir principal de 1,4 mètre de diamètre et d'une ouverture de 0,95 mètre. Le photomètre — appareil servant à mesurer les grandeurs lumineuses — est muni d'un plan focal avec 95 millions de pixels qui en fait le plus grand objectif photographique lancé dans l'espace par la NASA.
- Mardi 17 mars 2009 : Lancée dimanche, la navette américaine « Discovery » s'est amarrée à la Station spatiale internationale (ISS) à l'issue d'une manœuvre sans incident, a fait savoir la NASA. Cette mission permet de livrer et d'installer la quatrième et dernière double paire d'antennes solaires de l'avant-poste orbital. L'ISS disposera ainsi de toute la puissance électrique nécessaire pour effectuer les expériences scientifiques des laboratoires européen Columbus et japonais Kibo, livrés à l'ISS en 2008.
- Vendredi 20 mars 2009 : Les panneaux de la quatrième et dernière antenne solaire de la Station spatiale internationale (ISS) ont été déployés avec succès.  Cette antenne solaire, formée de deux doubles panneaux mesurant chacun 35 m de longueur sur 11,58 m de largeur une fois déployés, est composée de 32 800 cellules transformant l'énergie du soleil directement en électricité. Elle donnera à la station orbitale sa pleine capacité électrique, soit 120 kilowatts contre 90 actuellement. L'ISS disposera désormais de l'électricité nécessaire pour effectuer toutes les expériences scientifiques programmées par les laboratoires européen Columbus et japonais Kibo livrés à l'ISS en 2008.

Avril 2009
- Mercredi 8 avril 2009 : Le vaisseau spatial Soyouz atterrit au Kazakhstan ramenant 3 spationautes en provenance de la station spatiale internationale, avec à son bord l'Américain Michael Fincke, le Russe Iouri Lontchakov et le touriste américano-hongrois Charles Simonyi.

Mai 2009
- Lundi 11 mai 2009 : La navette spatiale Atlantis, avec sept astronautes à son bord, est lancée depuis Cap Canaveral  par la NASA  en direction du télescope spatial Hubble, pour une ultime mission de réparation et d'amélioration. Cinq sorties dans l'espace sont prévues au cours de cette mission de 11 jours pour installer, remplacer ou réparer des instruments scientifiques sur Hubble, ce qui devrait lui permettre de rester opérationnel encore pendant dix ans. La mission est dangereuse car Hubble est en effet sur une orbite, à 563 km d'altitude, où les risques de collision avec des débris divers (fragments de satellites, de peinture, etc) sont accrus.
- Mercredi 13 mai 2009 : Les astronautes à bord de la navette Atlantis se sont emparés avec succès du télescope Hubble.
- Jeudi 14 mai 2009 : Succès du lancement d'une fusée Ariane 5 depuis la base de Kourou, afin de placer sur orbite deux télescopes spatiaux Herschel et Planck pour l'Agence spatiale européenne (ESA). Ces satellites doivent permettre d'étudier la formation de l'univers en observant les vestiges de la lumière émise après le Big Bang.
- Mercredi 20 mai 2009 :
  - Les astronautes d'Atlantis ont décroché Hubble de la navette spatiale américaine pour remettre le télescope en orbite après cinq sorties orbitales quotidiennes qui ont permis de lui donner une nouvelle jeunesse.
  - L'Agence spatiale européenne (ESA) présente les six nouveaux spationautes européens sélectionnés parmi les 8 413 candidatures recevables. Parmi eux, le Français  Thomas Pesquet, l'Italienne Samantha Cristoforetti, un Allemand, un Danois, un Italien et un Britannique.
- Mercredi 27 mai 2009 : Une fusée Soyouz a décollé du cosmodrome de Baïkonour (Kazakhstan) pour rejoindre la Station spatiale internationale. Elle emporte 3 astronautes, un Belge (Frank De Winne, 48 ans), un Canadien (Robert Thirsk, 55 ans) et un Russe (Roman Romanenko, 37 ans). Ils vont séjourner six mois à bord de l'ISS, et rejoindront l'Américain Michael Barratt, le Russe Guennadi Padalka et le Japonais Koichi Wakata qui s'y trouvent déjà. En octobre, Frank De Winne prendra les commandes de l'ISS jusqu'à son retour sur terre en novembre, succédant au Russe Guennadi Padalka[4].

Juin 2009
- Mardi 16 juin 2009 : Arianespace a signé en 2008 treize contrats « sur un total de 18 ouverts à la compétition », confirmant ainsi sa position de leader mondial sur ce marché. Le chiffre d'affaires pour 2008 a été de 955,7 millions d'euros pour un résultat net de 2,5 millions, « positif pour la sixième année consécutive ». En 2008, six Ariane-5 et un lanceur Soyouz ont lancé avec succès « 11 satellites et pour la première fois, l'Automated Transfer Vehicle (ATV) Jules Verne vers la Station spatiale internationale, soit près de 65 tonnes mises en orbite ». Pour 2009, « l'objectif est d'effectuer sept lancements d'Ariane-5 »[5].
- Jeudi 18 juin 2009 : La Nasa a lancé deux sondes lunaires en quête d'eau, de sites d'alunissage et de multiples données scientifiques pour préparer un retour d'astronautes américains sur le seul satellite naturel de la Terre à l'horizon 2020 dans le cadre du projet d'exploration spatial dévoilé en 2004 par l'ancien président George W. Bush. Il s'agit aussi de la première étape pour préparer des missions d'exploration habitée vers Mars et dans l'ensemble du système solaire. Le président Barack Obama a décidé de procéder à un réexamen de ce programme baptisé Constellation mais sans jusqu'à présent remettre en cause ses grands objectifs[6].

Juillet 2009
- Mercredi 1er juillet 2009, Kourou : Une fusée Ariane 5 a lancé avec succès le plus gros satellite commercial de télécommunications (6,9 tonnes), TerreStar-1, jamais lancé depuis le Centre spatial et l'a placé en orbite de transfert géostationnaire. Le satellite TerreStar-1 est destiné à offrir des services de télécommunications de nouvelle génération sur l'ensemble des États-Unis et du Canada pendant une quinzaine d'années. Ce lancement est le 3e réalisé par Ariane-5 en 2009.
- Lundi 27 juillet 2009, Station spatiale internationale : Cinquième et dernière sortie de deux astronautes de l'ISS pour installer des caméras sur le laboratoire japonais et finaliser l'installation des deux bras robotisés, de quatre gyroscopes et d'un espace de stockage[7].